# Амиров, Артур Рустемович
Арту́р Русте́мович Ами́ров (3 апреля 1992, Альметьевск, Россия) — российский хоккеист, игравший на позиции защитника. Воспитанник хоккейной школы нижегородского «Торпедо». Завершил выступления в качестве игрока по окончании сезона 2015/16.

## Карьера
Родился 3 апреля 1992 года в Альметьевске в Татарстане. Начал заниматься хоккеем в Нижнем Новгороде, когда ему было 7 лет, в 1999 году. Вплоть до 2005 года выступал за детские и юниорские команды «автозаводцев», а на одном из крупных турниров был признан лучшим защитником.
В 2008 году был приглашён во второй состав ярославского «Локомотива». В 2009 году вошёл в состав клуба МХЛ «Локо». В 2008 году был приглашён в юниорскую сборную России, юношей не старше 17 лет. В сборной провёл 5 матчей и отметился голом с двумя результативными передачами.
За основную команду, дебютировал 25 декабря 2010 года, в домашнем матче, против чеховского «Витязя». Матч завершился сокрушительной победой «Локомотива» 6:0. В основной состав, до этой игры, как и после, Артур попадал в заявки на матчи, но на лёд в КХЛ так больше и не вышел.
Сезон 2011/12 начал в составе «Локо», но в ноябре был включён в состав возрождённого «Локомотива» в ВХЛ.
Сезон 2012/13 начал в ВХЛ в составе созданного «Локомотив ВХЛ». В сентябре переведён в основную команду «Локомотива», выступающую в КХЛ. В домашнем матче против омского «Авангарда», который состоялся 7 октября, забросил дебютную шайбу в КХЛ.
В 2015 году стал игроком новокузнецкого «Металлурга».

## Статистика
| Легенда | Легенда                    | Легенда | Легенда                   | Легенда | Легенда    |
| ------- | -------------------------- | ------- | ------------------------- | ------- | ---------- |
| И       | Количество проведённых игр | Штр     | Штрафное время            | +/−     | Плюс-минус |
| Г       | Голы                       | П       | Голевые передачи          | О       | Очки       |
| -       | Статистика неизвестна      | —       | Статистика не учитывалась |         |            |

## Достижения
| Год  | Команда         | Достижение                               | Достижение |
| ---- | --------------- | ---------------------------------------- | ---------- |
| 2009 | Россия (юниор.) | Серебряный призёр Мемориала Ивана Глинки |            |

| Год  | Команда | Достижение                    | Достижение |
| ---- | ------- | ----------------------------- | ---------- |
| 2011 | Локо    | Участник Матча всех звёзд МХЛ |            |